# Xenochlorodes albicostaria
Xenochlorodes albicostaria là một loài bướm đêm trong họ Geometridae.